# Michael Kramer (Astronom)

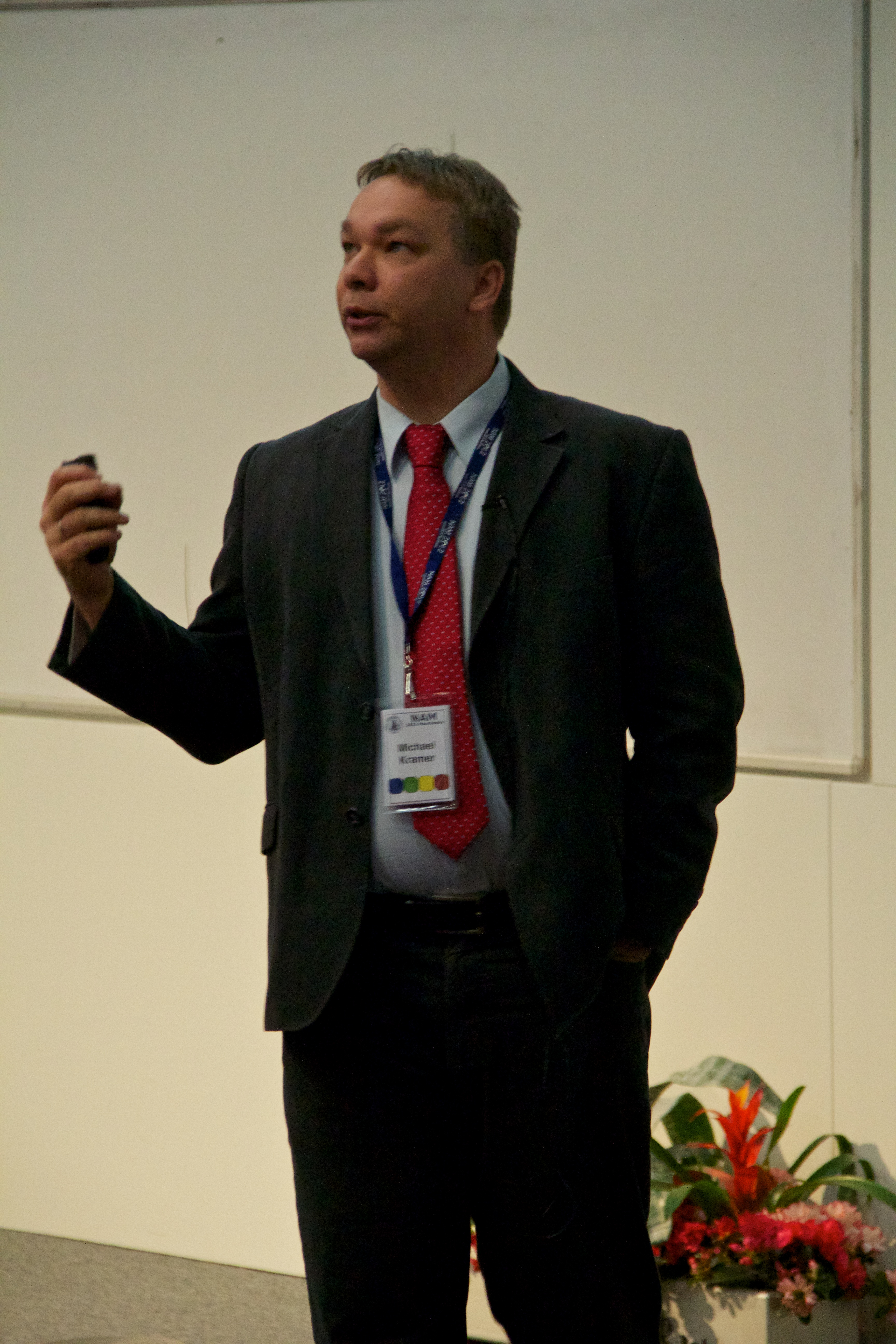
Michael Kramer (2012)

Michael Kramer (* 31. Dezember 1967 in Köln) ist ein deutscher Radioastronom und Astrophysiker.

## Leben
Kramer studierte Physik an der Universität Köln und der Universität Bonn, an der er 1995 promoviert wurde. Für seine Dissertation forschte er bei Richard Wielebinski. Als Post-Doktorand war er am Max-Planck-Institut für Radioastronomie (MPIfR) und 1998/99 Otto-Hahn-Stipendiat an der University of California, Berkeley. Ab 1999 war er Lecturer, ab 2005 Reader und ab 2006 Professor für Astrophysik an der University of Manchester. Er leitete dort die Pulsar-Gruppe am Jodrell Bank Observatory von 2005 bis 2009 und war 2007 bis 2009 dessen stellvertretender Direktor. Seit 2009 ist er Direktor am Max-Planck-Institut für Radioastronomie.
Am MPI leitet er die Forschungsgruppe Radioastronomische Fundamentalphysik. Neben dem Studium der Pulsare als Tests der Allgemeinen Relativitätstheorie und alternativer Gravitationstheorien verfolgt diese auch das Studium kosmischer Magnetfelder über die ausgesandte Radiostrahlung. Seine Gruppe ist auch in innovativen Radioteleskopprojekten wie dem LOFAR-Projekt und dem Square Kilometre Array engagiert.
2009 erhielt er den Marcel Grossmann Award für seine grundlegenden Beiträge zur Astrophysik von Pulsaren, speziell für die erste Bestätigung der Existenz von Spin-Orbit-Präzession in Doppelstern-Pulsaren und 2013 die Herschel-Medaille der Royal Astronomical Society. Seit 2016 ist er Mitglied der Academia Europaea. Im Dezember 2021 wurde er als ordentliches Mitglied in die Akademie der Wissenschaften und der Literatur Mainz aufgenommen.